# Бевон
Бевон (фр. Bevons) насеље је и општина у Француској у региону Прованса-Алпи-Азурна обала, у департману Горњопровансалски Алпи која припада префектури Форсалкје.
По подацима из 2011. године у општини је живело 222 становника, а густина насељености је износила 19,72 становника/km². Општина се простире на површини од 11,26 km². Налази се на средњој надморској висини од 303 метара (максималној 969 m, а минималној 485 m).

## Демографија
| 1962. | 1968. | 1975. | 1982. | 1990. | 1999. | 2011. |
| ----- | ----- | ----- | ----- | ----- | ----- | ----- |
| 60    | 79    | 89    | 91    | 115   | 132   | 222   |

График промене броја становника у току последњих година